# Night of Champions (2025)
Night of Champions (2025) (с англ. — «Ночь чемпионов») или продвигаемое как Night of Champions: Riyadh (с англ. — «Ночь Чемпионов: Эр-Рияд») — это одиннадцатое по счету Pay-per-view (PPV) в истории WWE Night of Champions рестлинг шоу, проводимое крупнейшим американским реслинг-промоушеном World Wrestling Entertainment (WWE).
На событии проводились финалы двадцать четвертого King of the Ring и третьего Queen of the Ring, последние турниры проходили в 2024 году. Это была вторая Night of Champions, которая прошла в Саудовской Аравии после предыдущей в 2023, и тринадцатое событие которое WWE проводит в Саудовской Аравии с сотрудничеством на 10 лет Saudi Vision 2030. Это было также последнее Night of Champions для Джона Сины и появление в Саудовской Аравии как рестлер, так как он завершает карьеру профессионального рестлинга в конце 2025 года.
На этом шоу было проведено шесть матчей. В главном событии, Джон Сина победил Си Эм Панка и защитил Неоспоримое Чемпионство WWE. В других важных матчах, Джейд Каргилл из SmackDown победила Аску из Raw чтобы выиграть турнир Королева Ринга, и получая матч за Чемпионство WWE среди женщин на SummerSlam, а в матче, который открывал шоу, Коди Роудс победил Рэнди Ортона (оба из SmackDown), чтобы выиграть турнир Король Ринга, и получая матч за Неоспоримое Чемпионство WWE, тоже на SummerSlam. На событии также вернулся Тонга Лоа после травмы на Survivor Series: WarGames в ноябре 2024 года, а также телевизированный дебют состоялся у Хикулео, где позже ему сменили имя на Тала Тонга.

## Производство

#### Предыстория
Night of Champions — это ежегодное Pay-per-view, производимое американской компанией WWE с 2007. Оно продолжалось ежегодно до 2015, но было прекращено до возвращения в 2023, которое стало первым pay-per-view, которое вещало через стримерские платформы WWE, но в 2024 события не проходило. Событие названо в честь матчей за чемпионские титулы. В раннем 2018 году, WWE начал десятилетнее сотрудничество с Министерством спорта Саудовской Аравии в поддержку Видения Саудовской Аравии 2030. Night of Champions в 2023 году была первая Night of Champions проведённой в Саудовской Аравии, которая была в Джидде, и девятое событие под этим сотрудничеством.
10 мая 2025 года, WWE анонсировала, что одиннадцатая Night of Champions вернётся в Саудовскую Аравию в Эр-Рияд и пройдёт в субботу, 28 июня 2025 года, на Кингдом Арина, включая рестлеров из брендов Raw и SmackDown. Это стало тринадцатое событие которое WWE проводит в Саудовской Аравии, и единственное PPV от WWE и стриминговое событие в стране в 2025 году из-за того, что в 2026 будет три события. SmackDown в пятницу был проведён там же.
Кроме того, для просмотра шоу как  PPV, и показу на Peacock в США, событие также можно было посмотреть на Netflix и на WWE Network. Это стало первая Night of Champions, которая вещала на Netflix.

#### Сюжетные линии
Событие будет включать шесть матчей, которые будут проходить по сценариям сюжетных линий. Все сюжетные линии написаны букерами промоушена и развивались все они в течение недели на телевизионных шоу WWE — Raw и SmackDown. Рестлеры выступают как фейсы, хилы или как нейтральные персонажи, которые играли роли в развитии сюжета или кульминации в матче или серии матчей.
6 июня на эпизоде бренда SmackDown, турнир за двадцать четвёртый турнир Король ринга и третий турнир Королева ринга были анонсированы и должны были начаться 9 июня на Raw, чьи матчи проводились на эпизодах Raw и SmackDown, где турнир заканчивается матчем на Night of Champions, где победитель турнира получит матч за мировое чемпион своего бренда на SummerSlam. Полуфиналы прошли на эпизодах SmackDown 20 июня и Raw 23 июня, соответственно. Рэнди Ортон и Коди Роудс, оба из SmackDown, выиграли свои полуфинальные матчи против Сэми Зейна и Джея Усо соответственно, объявляя матч-финал за турнир Король Ринга. Полуфиналы турнира Королевы ринга выиграли Аска из бренда Raw и Джейд Каргилл из бренда SmackDown, победив Алексу Блисс и Роксану Перес соответственно, объявляя матч-финал за турнир Королева ринга.
На Elimination Chamber 1 марта, Джон Сина выиграл мужской Матч Elimination Chamber, получая себе матч за Неоспоримое чемпионство WWE на WrestleMania 41, устранив из матча давнего своего соперника Си Эм Панка; позже Сина станет хилом, становясь злодеем впервые за 20 лет. Позже Сина выиграл чемпионство на WrestleMania 41 20 апреля. На эпизоде Raw 9 июля, Сина был прерван Си Эм Панком, который предложил Сине матч за Неоспоримое чемпионство WWE прямо сейчас. Сина принял предложение Панка, но только, если матч будет на Night of Champions в Саудовской Аравии (отсылка на то, что Панк критиковал сотрудничество компании со страной). Панк согласился, и матч был объявлен на Night of Champions .
После того, как Соло Сикоа проиграл ожерелье Ула Фала семьи Аноа'и и звание "Народного Вождя" (англ. Tribal Chief) его племяннику Роману Рейнсу на первом выпуске Raw на Netflix в январе, нарастал конфликт между Сикоа и его другим двоюродным братом и напарником по The Bloodline, Джейкобом Фату, которое продолжалось несколько месяцев. 6 июля на эпизоде SmackDown, Фату подслушал как Сикоа оскорбил его во время разговора с Джеем Си Матео. Это привело к тому, что Фату предал Сикоа и не дал Соло выиграть Матч Money in the Bank на том же шоу на слеующий день. На следующем эпизоде SmackDown, Сикоа сказал что он появится на эпизоде на следующей неделе, попытаться вернуть Фату обратно в группу. На следующей неделе, Сикоа простил Фату, который прощения не принял, и сказал что Сикоа изменился, когда Фату выиграл Чемпионство Соединённых Штатов WWE на WrestleMania 41. После этого Фату предложил матч за титул, но Сикоа попытался атаковать Фату, который вырвался от атаки. Матео присоединился к Сикоа к избиению, но помешал им его избить Джимми Усо. Позже той же ночью, Фату объявил то, что после разговора с Генеральным Менеджером SmackDown Ником Алдисом, он будет защищать свой титул против Сикоа на Night of Champions.
9 июня на Raw, Ракель Родригес вмешалась в квалификационный матч Рии Рипли Королевы Ринга на помощь ее партнерше по команде Лив Морган, где Рипли проиграла . Рипли отомстила Родригес вмешавшись в её квалификационный матч на следующей неделе. 23 июня на Raw, Родригес вызвала Рипли, и между ними была драка, где Родригес провела Рипли Техана Бомб, который проломил ей стол. Позже, Рипли потребовала Генеральному Менеджеру Raw Адаму Пирсу назначить матч против Родригес, и матч Уличная Драка был назначен на Night of Champions.
С самого начала 2025 года, Каррион Кросс нацелился на Сэми Зейна, с которыми были семь конфронтаций, где Кросс насмехался над Зейном из-за его неудач в попытках взять мировое чемпионство. После того, когда Зейн вылетел в полуфинале турнира Король Ринга, Зейн снова встретился с Кроссом 23 июня на Raw, который сказал что Зейн никогда не станет мировым чемпионом. В ответ Зейн ударил Кросса, и объявил, что после разговора с Генеральным Менеджером Raw Адамом Пирсом, матч между двумя был назначен. Позже, было объявлено, что матч пройдет на Night of Champions.

#### Отменённые матчи
Новым Интерконтинентальным чемпионом на WrestleMania 41 стал Доминик Мистерио, выигравший четырёхсторонний матч у бывшего Чемпиона Брона Брейккера, а также Пенты и Финна Балора. Доминик успешно защитил титул дважды от Пенты на RAW и Backlash, а затем от Октагона младшего на шоу Money in the Bank. 9 июня на RAW Доминик не смог выиграть четырёхсторонний матч 1 раунда турнира «Король Ринга», после чего он ушел в продолжительный отпуск с лечением травмы. Эй Джей Стайлз после поражения от Логана Пола на WrestleMania 41 решил, что направится в Интерконтинентальный дивизион и 5 мая на RAW заявил Доминику, что он будет следующим в очереди за Интерконтинентальным чемпионством. Мистерио попросил Финна Балора разобраться с Стайлзом. Стайлз справился с Балором на RAW 12 мая, через неделю в компании с Пентой проиграл Балору и Джей. Ди. Макдоне, а на RAW 16 июня победил Макдону в матче 1х1. После матча Мистерио напал на Стайлза, но тот смог отбиться, причем после того, как Доминик вылетел с ринга, там остался чемпионский пояс. Стайлз поднял его и покинул зал с поясом в руках, пока «Судный день» злился на ринге. Стайлз все же вернул пояс Генеральному Менеджеру SmackDown Нику Алдису, который в тот день подменял Адама Пирса. Алдис, в свою очередь, назначил матч за Интерконтинентальное чемпионство на Night of Champions. Несмотря на это через неделю из-за травмы Мистерио этот матч в итоге отменили.

## Шоу
| Должность:              | Имя и Фамилия:     |
| ----------------------- | ------------------ |
| Английские комментаторы | Майкл Коул         |
| Английские комментаторы | Уэйд Барретт       |
| Арабские комментаторы   | Файсал Аль-Мугесиб |
| Арабские комментаторы   | Джуд Аль-Дажани    |
| Испанские комментаторы  | Марсело Родригес   |
| Испанские комментаторы  | Джерри Сото        |
| Ринг-анонсер            | Марк Нэш           |
| Рефери поединков        | Данило Анфибио     |
| Рефери поединков        | Дэн Энглер         |
| Рефери поединков        | Дэфни Лэшон        |
| Рефери поединков        | Чарльз Робинсон    |
| Рефери поединков        | Райан Тран         |
| Интервьюер              | Байрон Сакстон     |
| Панель пре-шоу          | Майкл Коул         |
| Панель пре-шоу          | Джеки Редмонд      |
| Панель пре-шоу          | Уэйд Барретт       |
| Панель пре-шоу          | Байрон Сакстон     |

Шоу открылось с финала двадцать четвёртого турнира Король Ринга, в котором приняли участие Коди Роудс и Рэнди Ортон, оба представляющие бренд SmackDown. Во время матча, Роудс провел Кросс Роудс на Ортоне, а Ортон провел РКО на Роудсе. Ортон попытался провести Пант Кик, но Роудс отвернулся и провел Ортону Захват Четвёрка (англ. Figure Four Leglock), который схватился за верёвку чтобы остановить захват. Роудс спрыгнул со средней верёвки, но Ортон провёл ему РКО. Когда Ортон принёс на ринг стул, рефери отнял у Ортона и отнёс его. Рэнди снял тарнбакл (англ. turnbuckle), но Роудс ударил его об тарнбакл и провел Кросс Роудс, и покрыл его, тем самым обеспечив себе победу и стать Королём Ринга и получить матч за Неоспоримое Чемпионство WWE на SummerSlam.
Во втором матче, Рея Рипли сразилась с Ракель Родригес в матче Уличная Драка на бульваре Эр-Рияд. Родригес доминировала большинство матча. Во время матча, Ракель взяла стул и поставила его в углу ринга. Рипли отправила Родригес на стальные ступени, которые находились на апроне ринга. Рипли сняла свой ремень и начала избивать Родригес им. Рипли провела Бомбу Рейзор Эдж на Родригес. Роксана Перес появилась и атаковала Рипли, но Рипли отвернулась и провела суплекс. Родригес отправила Рипли в столб ринга на ступени и провела Бомбу Вейдера. Родригес попыталась провести Техана Бомб через стол, но Рипли парировала её. В конце матча, Рипли провела Риптайд на Родригес через стол, и покрыла её, и таким образом победив в матче.
В третьем матче шоу, Сэми Зейн сразился с Каррионом Кроссом. Кросс провел болевой приём Кросс Джакет. Зейн пытался вырваться из него, и в конце достиг верёвок, чтобы остановить приём. В конце матча, Зейн провел Кроссу Халлува Кик, и покрыл его, и таким образом победив в матче.
В четвёртом матче шоу, Джейкоб Фату защищал свое чемпионство Соединённых Штатов против Соло Сикоа. Во время матча, появился Джей Си Матео и вернувшийся Тонга Лоа, который  не появлялся из-за травмы, которую он получил на Survivor Series: WarGames в ноябре 2024 года. Тонга Лоа провел некбрейкер на Фату и Сикоа неудачно покрыл его. Фату провёл прыжок с канатов на Матео и Лоа. Фату провёл Сикоа мунсолт, но покрыть ему помешал дебютировавший Хикулео, который увёл Фату из ринга и провел чоукслэм на стол аннонсеров. Уже в ринге, Сикоа провёл Фату Самоанский Спайк и покрыл его, таким образом выиграв титул впервые. Позже было подтверждено, что ринг нейм Хикулео в WWE стал Тала Тонга.
В предпоследнем матче шоу, Джейд Каргилл из бренда SmackDown сразилась против Аски из бренда Raw в финале третьего турнира Королева Ринга. В конце матча, Аска попыталась провести Импакт Императрицы (англ. Empress Impact), но Каргилл отвернулась и провела Глэм-слэм под названием Джейдед и покрыла её, таким образом выигрывая матч и становясь Королевой ринга и получив матч за Чемпионство WWE среди женщин на бренде SmackDown на SummerSlam.

### Мейн-Ивент шоу
В главном событии шоу, Джон Сина защищал свое Неоспоримое Чемпионство WWE против Си Эм Панка. Во время матча, Панк выбрался из трёх Этитьюд Аджастментов (англ. Attitude Adjustment) (АА). Панк также провел свой болевой захват СТФ на Сине, который добрался до верёвок, чтобы остановить захват. После того, когда Сина доверился фанатам и не ударил Панка своим титулом, Панк вырвался из АА и провел Go To Sleep (GTS). Пока делая плечевые подкаты Панку, Сина вырубил судью матча. Панк провёл GTS, но не было рефери. Панк позвал нового судью, но вместо него вышел Сет Роллинс вместе с Полом Хейманом, Броном Брейккером и Бронсоном Ридом в попытке обналичить свой контракт Money in the Bank. Панк сразу остановил атаки Брейккера и Рида, который провел слэм Панку через стол аннонсеров. Сина не дал судье Чарльзу Робинсону зайти на ринг, и провел Роллинсу АА. В это время, когда Брейккер и Рид атаковали Сину, Пента отбился от них, но после был атакован Брейккером, пока Сэми Зейн не пришёл на помощь. Пента провел Брейккеру и Зейну кроссбади с рампы входа на ринг. Панк выбросил Рида с ринга и Сина провёл АА ему. Когда Панк выбрался из попытки лоу-блоу в попытку провести GTS, Роллинс атаковал Панка и провёл ему стомп. Сина выбросил Роллинса из ринга и покрыл Панка, чтобы сохранить своё чемпионство.

## Оценки и отзывы шоу
Журналист из издания Wrestling Observer Newsletter (WON) Дейв Мельтцер оценил по пятибалльной шкале все матчи Night of Champions 2025 года:
- Финал мужского турнира Король Ринга на 4,5 звезды
- Финал женского турнира Королева Ринга на 2,25 звезды
- Матч Реи Рипли и Ракель Родригес на 4,25 звезды
- Матч Сэми Зейна и Карриона Кросса на 3,25 звезды
- Матч за Чемпионство Соединённых Штатов на 2,75 звезды
- Мейн-ивент шоу на 3,5 звезды[35].

## После шоу

### Raw
На следующем эпизоде на Raw, когда Рипли разговаривала про свою победу на Night of Champions, она была прервана Женской чемпионкой мира Ийо Скай. Впоследствии они согласились на матч за титул на Evolution.
Владелец мужского контракта Money in the Bank 2025 Сет Роллинс прервал Мирового чемпиона в тяжёлом весе Гюнтера и нацелился обналичить контракт на нём, пока он не был атакован сначала Си Эм Панком, потом Эл Эй Найтом. Матч между Роллинсом и Найтом был назначен на Saturday Night's Main Event XL, на огорчение Панку. В главном событии, Бронсон Рид и Брон Брейккер победили Сэми Зейна и Пенту. После матча, Рид и Брейккер продолжали атаковать Зейна и Пенту, пока на помощь не пришёл Джей Усо.

### SmackDown
На следующем SmackDown, Коди Роудс был поздравлен за победу в турнире Короля Ринга финалистом Рэнди Ортоном, который пожелал Роудсу удачи победить Джона Сину на SummerSlam, пока их не прервал вернувшийся Дрю Макинтайр..
Также на SmackDown, Джейкоб Фату и Джимми Усо победили Соло Сикоа и Джея Си Матео. После матча, Сикоа, Тала Тонга и Тонга Лоа проломили Фату стол анонсеров.
Женская чемпионка WWE Тиффани Стрэттон объявила, что будет защищать свой титул на Evolution, и ей нужно было найти оппонента. Ей оказалась член Зала Славы WWE Триш Стратус, с которой Стрэттон была в команде и выиграла матч на Elimination Chamber в марте. Стрэттон сказала, что хочет защитить свой титул против Стратус на Evolution, и Стратус приняла вызов.
За кулисами, Стратус и Джейд Каргилл пообщались, но после того, когда Триш ушла, на Джейд напала Наоми со своим чемоданом Money in the Bank. Ник Алдис позже объявил матч между Каргилл и Наоми на Evolution в матче без правил (англ. No Holds Barred).

## Результаты матчей
| №                               | Результаты                                     | Условия | Время |
| ------------------------------- | ---------------------------------------------- | --- | ----- |
| 1                               | Коди Роудс победил Рэнди Ортона                | Финал Турнира Король Ринга Поскольку Роудс победил, он был назван "Королём Ринга" и получил матч за Неоспоримое Чемпионство WWE на SummerSlam.            | 19:45 |
| 2                               | Рея Рипли победила Ракель Родригес             | Уличная Драка | 14:00 |
| 3                               | Сэми Зейн победил Карриона Кросса (с Скарлетт) | Одиночный матч | 13:35 |
| 4                               | Соло Сикоа победил Джейкоба Фату (ч)           | Титульный матч за Чемпионство Соединённых Штатов WWE | 12:05 |
| 5                               | Джейд Каргилл победила Аску                    | Финал Турнира Королева Ринга Поскольку Каргилл победила, она была названа Королевой Ринга, и получила матч за Чемпионство WWE среди женщин на SummerSlam. | 8:35  |
| 6                               | Джон Сина (ч) победил Си Эм Панка              | Титульный матч за Неоспоримое Чемпионство WWE | 26:15 |
| - (ч) – чемпион на начало матча |                                                | |       |

### Турнир Король Ринга
|  |                                                          |                                                          |  |  |                                                |                                                |             |           |                                     |                                     |
|  | Первый раунд (Raw, 9 июня, 16 июня) (SmackDown, 13 июня) | Первый раунд (Raw, 9 июня, 16 июня) (SmackDown, 13 июня) |  |  | Полуфиналы (SmackDown, 20 июня) (Raw, 23 июня) | Полуфиналы (SmackDown, 20 июня) (Raw, 23 июня) |             |           | Финал (Night of Champions, 28 июня) | Финал (Night of Champions, 28 июня) |
|  | Первый раунд (Raw, 9 июня, 16 июня) (SmackDown, 13 июня) | Первый раунд (Raw, 9 июня, 16 июня) (SmackDown, 13 июня) |  |  | Полуфиналы (SmackDown, 20 июня) (Raw, 23 июня) | Полуфиналы (SmackDown, 20 июня) (Raw, 23 июня) |             |           | Финал (Night of Champions, 28 июня) | Финал (Night of Champions, 28 июня) |
|  |                                                          |                                                          |  |  |                                                |                                                |             |           |                                     |                                     |
|  |                                                          |                                                          |  |  |                                                |                                                |             |           |                                     |                                     |
|  | Брон Брейккер                                            | –                                                        |  |  |                                                |                                                |             |           |                                     |                                     |
|  | Брон Брейккер                                            | –                                                        |  |  |                                                |                                                |             |           |                                     |                                     |
|  | Доминик Мистерио                                         | 17:05                                                    |  |  |                                                |                                                |             |           |                                     |                                     |
|  | Доминик Мистерио                                         | 17:05                                                    |  |  |                                                |                                                |             |           |                                     |                                     |
|  | Пента                                                    | –                                                        |  |  |                                                |                                                |             |           |                                     |                                     |
|  | Пента                                                    | –                                                        |  |  |                                                |                                                |             |           |                                     |                                     |
|  | Сэми Зейн                                                | Удержание                                                |  |  |                                                |                                                |             |           |                                     |                                     |
|  | Сэми Зейн                                                | Удержание                                                |  |  |                                                |                                                |             |           |                                     |                                     |
|  |                                                          |                                                          |  |  | Сэми Зейн                                      | 11:25                                          |             |           |                                     |                                     |
|  |                                                          |                                                          |  |  | Сэми Зейн                                      | 11:25                                          |             |           |                                     |                                     |
|  |                                                          |                                                          |  |  | Рэнди Ортон                                    | Удержание                                      |             |           |                                     |                                     |
|  |                                                          |                                                          |  |  | Рэнди Ортон                                    | Удержание                                      |             |           |                                     |                                     |
|  | Алистер Блэк                                             | –                                                        |  |  |                                                |                                                |             |           |                                     |                                     |
|  | Алистер Блэк                                             | –                                                        |  |  |                                                |                                                |             |           |                                     |                                     |
|  | Кармело Хейс                                             | –                                                        |  |  |                                                |                                                |             |           |                                     |                                     |
|  | Кармело Хейс                                             | –                                                        |  |  |                                                |                                                |             |           |                                     |                                     |
|  | Эл Эй Найт                                               | 16:15                                                    |  |  |                                                |                                                |             |           |                                     |                                     |
|  | Эл Эй Найт                                               | 16:15                                                    |  |  |                                                |                                                |             |           |                                     |                                     |
|  | Рэнди Ортон                                              | Удержание                                                |  |  |                                                |                                                |             |           |                                     |                                     |
|  | Рэнди Ортон                                              | Удержание                                                |  |  |                                                |                                                |             |           |                                     |                                     |
|  |                                                          |                                                          |  |  |                                                |                                                | Рэнди Ортон | 19:45     |                                     |                                     |
|  |                                                          |                                                          |  |  |                                                |                                                | Рэнди Ортон | 19:45     |                                     |                                     |
|  |                                                          |                                                          |  |  |                                                |                                                | Коди Роудс  | Удержание |                                     |                                     |
|  |                                                          |                                                          |  |  |                                                |                                                | Коди Роудс  | Удержание |                                     |                                     |
|  | Андраде                                                  | –                                                        |  |  |                                                |                                                |             |           |                                     |                                     |
|  | Андраде                                                  | –                                                        |  |  |                                                |                                                |             |           |                                     |                                     |
|  | Коди Роудс                                               | Удержание                                                |  |  |                                                |                                                |             |           |                                     |                                     |
|  | Коди Роудс                                               | Удержание                                                |  |  |                                                |                                                |             |           |                                     |                                     |
|  | Дамиан Прист                                             | –                                                        |  |  |                                                |                                                |             |           |                                     |                                     |
|  | Дамиан Прист                                             | –                                                        |  |  |                                                |                                                |             |           |                                     |                                     |
|  | Шинске Накамура                                          | 17:05                                                    |  |  |                                                |                                                |             |           |                                     |                                     |
|  | Шинске Накамура                                          | 17:05                                                    |  |  |                                                |                                                |             |           |                                     |                                     |
|  |                                                          |                                                          |  |  | Коди Роудс                                     | Удержание                                      |             |           |                                     |                                     |
|  |                                                          |                                                          |  |  | Коди Роудс                                     | Удержание                                      |             |           |                                     |                                     |
|  |                                                          |                                                          |  |  | Джей Усо                                       | 20:00                                          |             |           |                                     |                                     |
|  |                                                          |                                                          |  |  | Джей Усо                                       | 20:00                                          |             |           |                                     |                                     |
|  | Бронсон Рид                                              | 17:25                                                    |  |  |                                                |                                                |             |           |                                     |                                     |
|  | Бронсон Рид                                              | 17:25                                                    |  |  |                                                |                                                |             |           |                                     |                                     |
|  | Джей Усо                                                 | Удержание                                                |  |  |                                                |                                                |             |           |                                     |                                     |
|  | Джей Усо                                                 | Удержание                                                |  |  |                                                |                                                |             |           |                                     |                                     |
|  | Русев                                                    | –                                                        |  |  |                                                |                                                |             |           |                                     |                                     |
|  | Русев                                                    | –                                                        |  |  |                                                |                                                |             |           |                                     |                                     |
|  | Шимус                                                    | –                                                        |  |  |                                                |                                                |             |           |                                     |                                     |
|  | Шимус                                                    | –                                                        |  |  |                                                |                                                |             |           |                                     |                                     |

### Турнир Королева Ринга
|  |                                                          |                                                          |  |  |                                                |                                                |               |           |                                     |                                     |
|  | Первый раунд (Raw, 9 июня, 16 июня) (SmackDown, 13 июня) | Первый раунд (Raw, 9 июня, 16 июня) (SmackDown, 13 июня) |  |  | Полуфиналы (SmackDown, 20 июня) (Raw, 23 июня) | Полуфиналы (SmackDown, 20 июня) (Raw, 23 июня) |               |           | Финал (Night of Champions, 28 июня) | Финал (Night of Champions, 28 июня) |
|  | Первый раунд (Raw, 9 июня, 16 июня) (SmackDown, 13 июня) | Первый раунд (Raw, 9 июня, 16 июня) (SmackDown, 13 июня) |  |  | Полуфиналы (SmackDown, 20 июня) (Raw, 23 июня) | Полуфиналы (SmackDown, 20 июня) (Raw, 23 июня) |               |           | Финал (Night of Champions, 28 июня) | Финал (Night of Champions, 28 июня) |
|  |                                                          |                                                          |  |  |                                                |                                                |               |           |                                     |                                     |
|  |                                                          |                                                          |  |  |                                                |                                                |               |           |                                     |                                     |
|  | Каири Сэйн                                               | 12:50                                                    |  |  |                                                |                                                |               |           |                                     |                                     |
|  | Каири Сэйн                                               | 12:50                                                    |  |  |                                                |                                                |               |           |                                     |                                     |
|  | Лив Морган                                               | –                                                        |  |  |                                                |                                                |               |           |                                     |                                     |
|  | Лив Морган                                               | –                                                        |  |  |                                                |                                                |               |           |                                     |                                     |
|  | Рея Рипли                                                | –                                                        |  |  |                                                |                                                |               |           |                                     |                                     |
|  | Рея Рипли                                                | –                                                        |  |  |                                                |                                                |               |           |                                     |                                     |
|  | Роксана Перес                                            | Удержание                                                |  |  |                                                |                                                |               |           |                                     |                                     |
|  | Роксана Перес                                            | Удержание                                                |  |  |                                                |                                                |               |           |                                     |                                     |
|  |                                                          |                                                          |  |  | Роксана Перес                                  | 11:30                                          |               |           |                                     |                                     |
|  |                                                          |                                                          |  |  | Роксана Перес                                  | 11:30                                          |               |           |                                     |                                     |
|  |                                                          |                                                          |  |  | Джейд Каргилл                                  | Удержание                                      |               |           |                                     |                                     |
|  |                                                          |                                                          |  |  | Джейд Каргилл                                  | Удержание                                      |               |           |                                     |                                     |
|  | Джейд Каргилл                                            | Удержание                                                |  |  |                                                |                                                |               |           |                                     |                                     |
|  | Джейд Каргилл                                            | Удержание                                                |  |  |                                                |                                                |               |           |                                     |                                     |
|  | Мичин                                                    | –                                                        |  |  |                                                |                                                |               |           |                                     |                                     |
|  | Мичин                                                    | –                                                        |  |  |                                                |                                                |               |           |                                     |                                     |
|  | Ная Джекс                                                | –                                                        |  |  |                                                |                                                |               |           |                                     |                                     |
|  | Ная Джекс                                                | –                                                        |  |  |                                                |                                                |               |           |                                     |                                     |
|  | Пайпер Нивен                                             | 12:50                                                    |  |  |                                                |                                                |               |           |                                     |                                     |
|  | Пайпер Нивен                                             | 12:50                                                    |  |  |                                                |                                                |               |           |                                     |                                     |
|  |                                                          |                                                          |  |  |                                                |                                                | Джейд Каргилл | Удержание |                                     |                                     |
|  |                                                          |                                                          |  |  |                                                |                                                | Джейд Каргилл | Удержание |                                     |                                     |
|  |                                                          |                                                          |  |  |                                                |                                                | Аска          | 8:35      |                                     |                                     |
|  |                                                          |                                                          |  |  |                                                |                                                | Аска          | 8:35      |                                     |                                     |
|  | Алба Файр                                                | –                                                        |  |  |                                                |                                                |               |           |                                     |                                     |
|  | Алба Файр                                                | –                                                        |  |  |                                                |                                                |               |           |                                     |                                     |
|  | Алекса Блисс                                             | Удержание                                                |  |  |                                                |                                                |               |           |                                     |                                     |
|  | Алекса Блисс                                             | Удержание                                                |  |  |                                                |                                                |               |           |                                     |                                     |
|  | Кэндис Ле Рей                                            | 11:00                                                    |  |  |                                                |                                                |               |           |                                     |                                     |
|  | Кэндис Ле Рей                                            | 11:00                                                    |  |  |                                                |                                                |               |           |                                     |                                     |
|  | Шарлотт Флэр                                             | –                                                        |  |  |                                                |                                                |               |           |                                     |                                     |
|  | Шарлотт Флэр                                             | –                                                        |  |  |                                                |                                                |               |           |                                     |                                     |
|  |                                                          |                                                          |  |  | Алекса Блисс                                   | 9:25                                           |               |           |                                     |                                     |
|  |                                                          |                                                          |  |  | Алекса Блисс                                   | 9:25                                           |               |           |                                     |                                     |
|  |                                                          |                                                          |  |  | Аска                                           | Удержание                                      |               |           |                                     |                                     |
|  |                                                          |                                                          |  |  | Аска                                           | Удержание                                      |               |           |                                     |                                     |
|  | Аска                                                     | Удержание                                                |  |  |                                                |                                                |               |           |                                     |                                     |
|  | Аска                                                     | Удержание                                                |  |  |                                                |                                                |               |           |                                     |                                     |
|  | Айви Нил                                                 | –                                                        |  |  |                                                |                                                |               |           |                                     |                                     |
|  | Айви Нил                                                 | –                                                        |  |  |                                                |                                                |               |           |                                     |                                     |
|  | Ракель Родригес                                          | 15:50                                                    |  |  |                                                |                                                |               |           |                                     |                                     |
|  | Ракель Родригес                                          | 15:50                                                    |  |  |                                                |                                                |               |           |                                     |                                     |
|  | Стефани Вакер                                            | –                                                        |  |  |                                                |                                                |               |           |                                     |                                     |
|  | Стефани Вакер                                            | –                                                        |  |  |                                                |                                                |               |           |                                     |                                     |

## Заметки
1. ↑  Если победил Ортон, он также сразился за Неоспоримое чемпионство WWE на SummerSlam, так как он тоже был из SmackDown.
2. ↑  Если победила Аска, она получила бы матч за Чемпионство мира среди женщин на SummerSlam, так как она из бренда Raw.
3. ↑  Заменила свою напарницу по Green Regime Челси Грин, которая (по кейфебу) не смогла найти город, где проходило шоу.